# Monastero degli Olivetani (Nerviano)

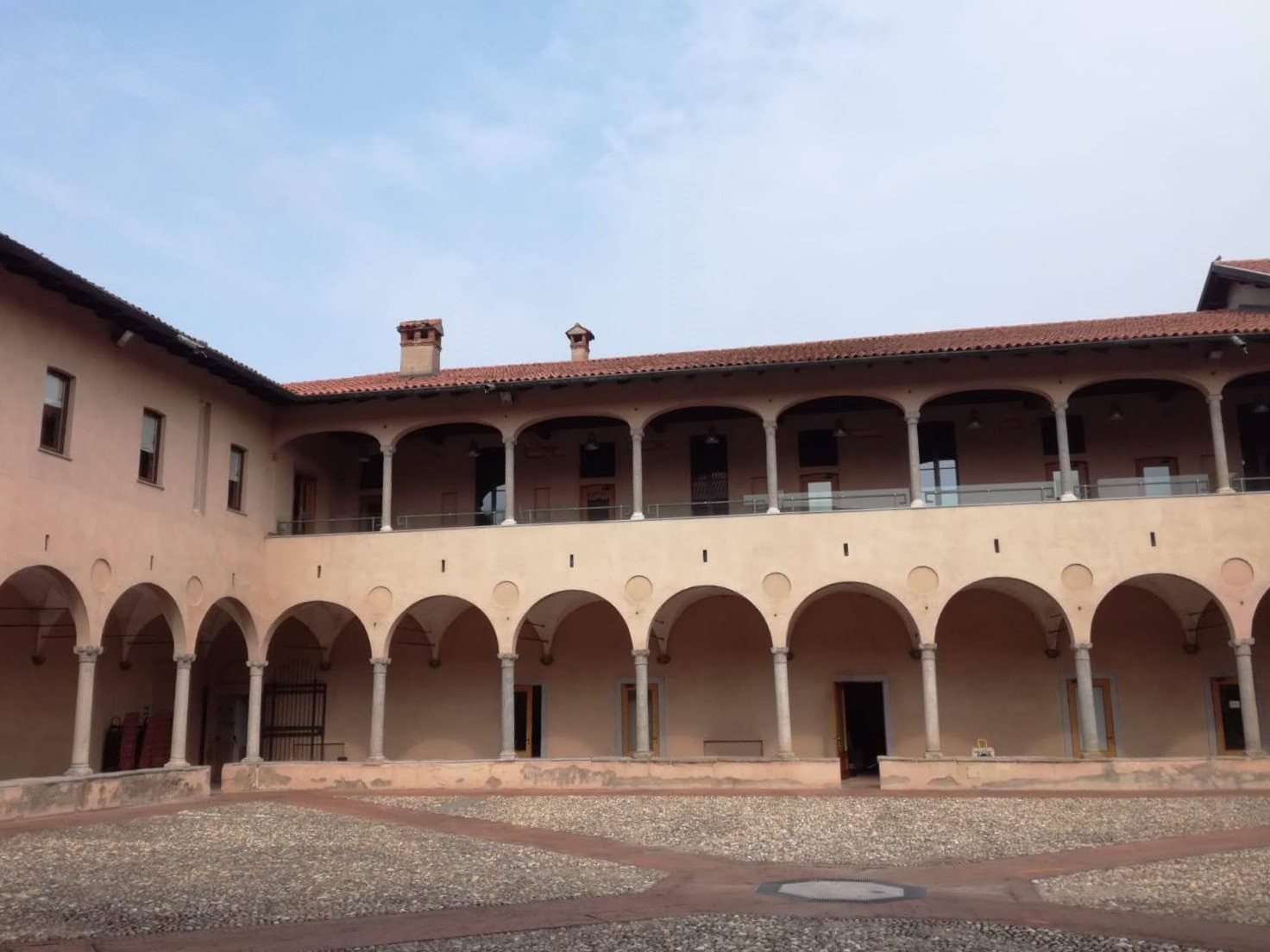
Chiostro

Il monastero degli Olivetani è un monastero di Nerviano. La sua costruzione iniziò nel 1468 per volontà del conte Ugolino Crivelli, componente di un'antica famiglia feudale, apparentata con i Visconti. È sede del municipio del Comune.

## Storia
L'ordine degli Olivetani si formò nel 1319 in Toscana grazie a san Bernardo Tolomei. Il primo priore dell'abbazia fu Alessandro da Sesto, incaricato dal 1468. La chiusura del monastero avvenne il 16 ottobre 1798 a causa di Napoleone. In base alla rivoluzione francese le proprietà ecclesiastiche erano proprietà dello Stato e, quindi, espropriabili. In seguito la chiesa del monastero fu destinata a culto dalla parrocchia di Santo Stefano. Non si conosce il nome dell'architetto del convento e dei suoi chiostri.
Il restauro del complesso incominciò nel 1974 grazie all'intervento del Comune di Nerviano e si è concluso nel 2003, con il trasferimento degli uffici comunali e della Biblioteca.

## Il monastero
L'abbazia, oggi di proprietà comunale, si sviluppa attorno al chiostro ed oltre agli edifici monastici possiede anche una chiesa sconsacrata, di cui rimane solamente la facciata in mattoni, un rosone in cotto ora murato. Il chiostro è la parte meglio conservata del monastero.
L'importanza dell'abbazia di Nerviano è legata ad una famosa pala del Borgognone, oggi custodita presso la Pinacoteca di Brera a Milano, raffigurante l'Assunzione della Vergine, tra i santi Ambrogio, Agostino, Gervasio e Protasio e l'Incoronazione della Vergine, temi particolarmente cari alla devozione olivetana. Il dipinto è datato 1522, ed è l'ultima opera del pittore. Una sua riproduzione, a grandezza naturale, è qui esposta.  